# Triodia sylvina
Triodia sylvina é uma espécie de insetos lepidópteros, mais especificamente de traças, pertencente à família Hepialidae.

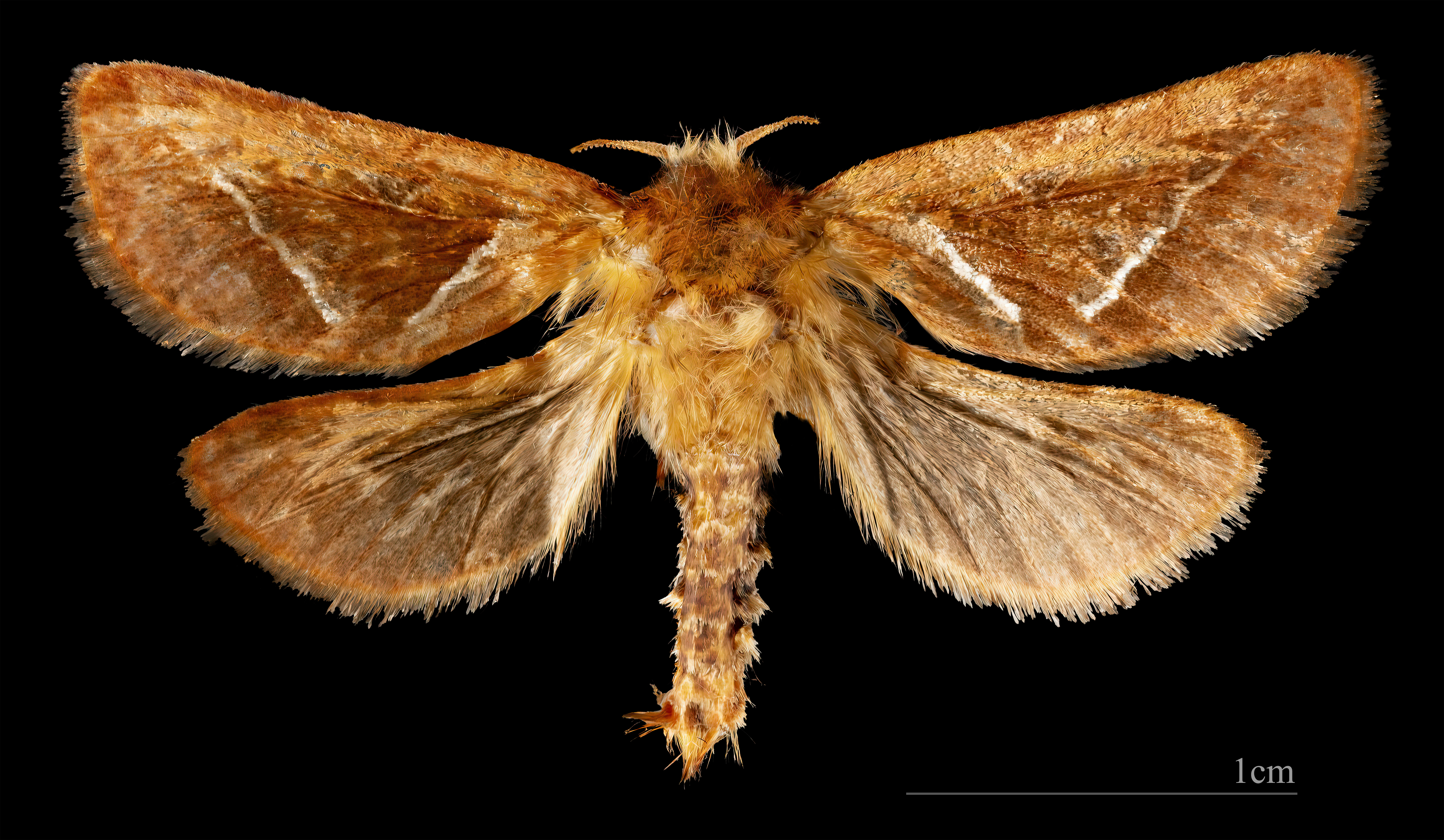
♂
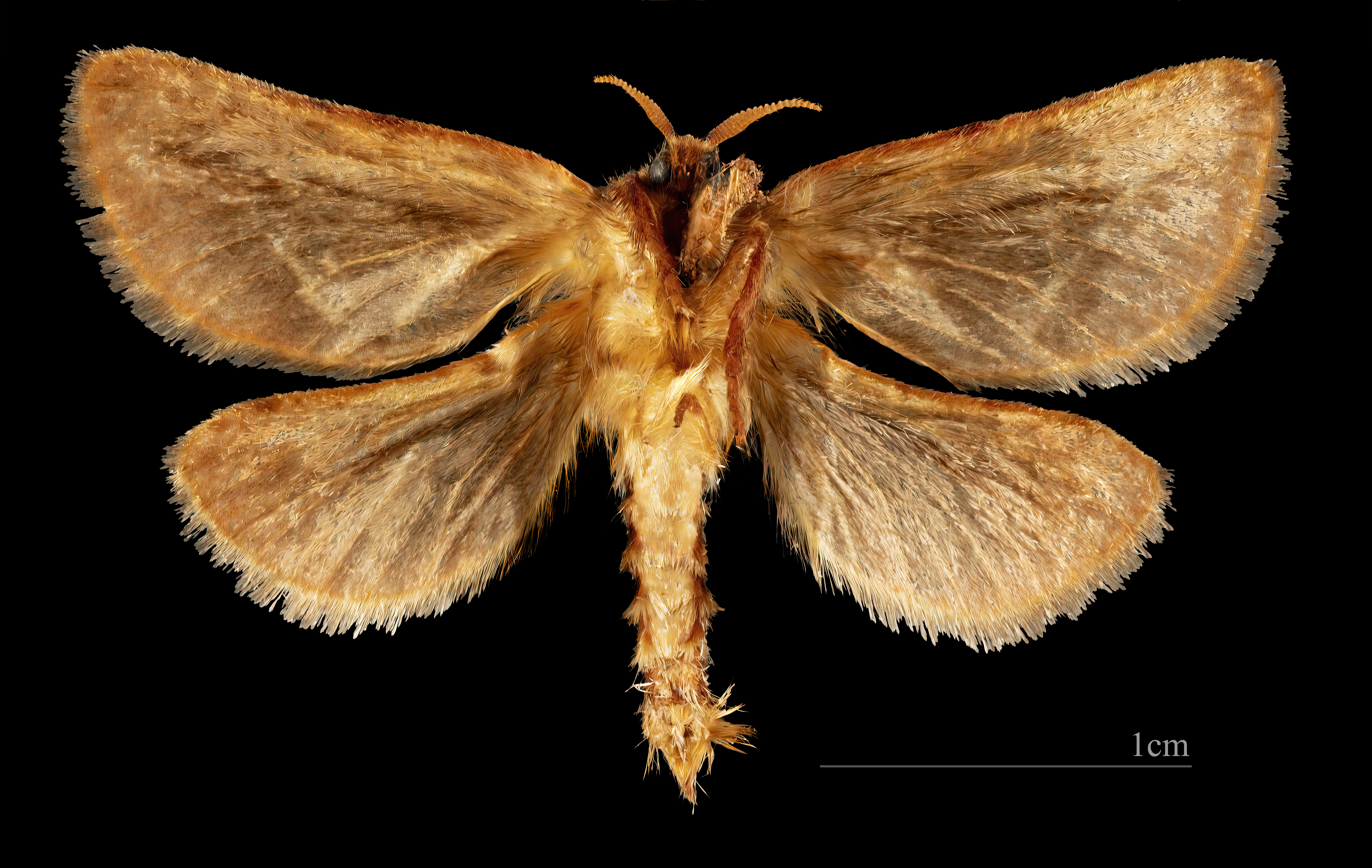
♂ △
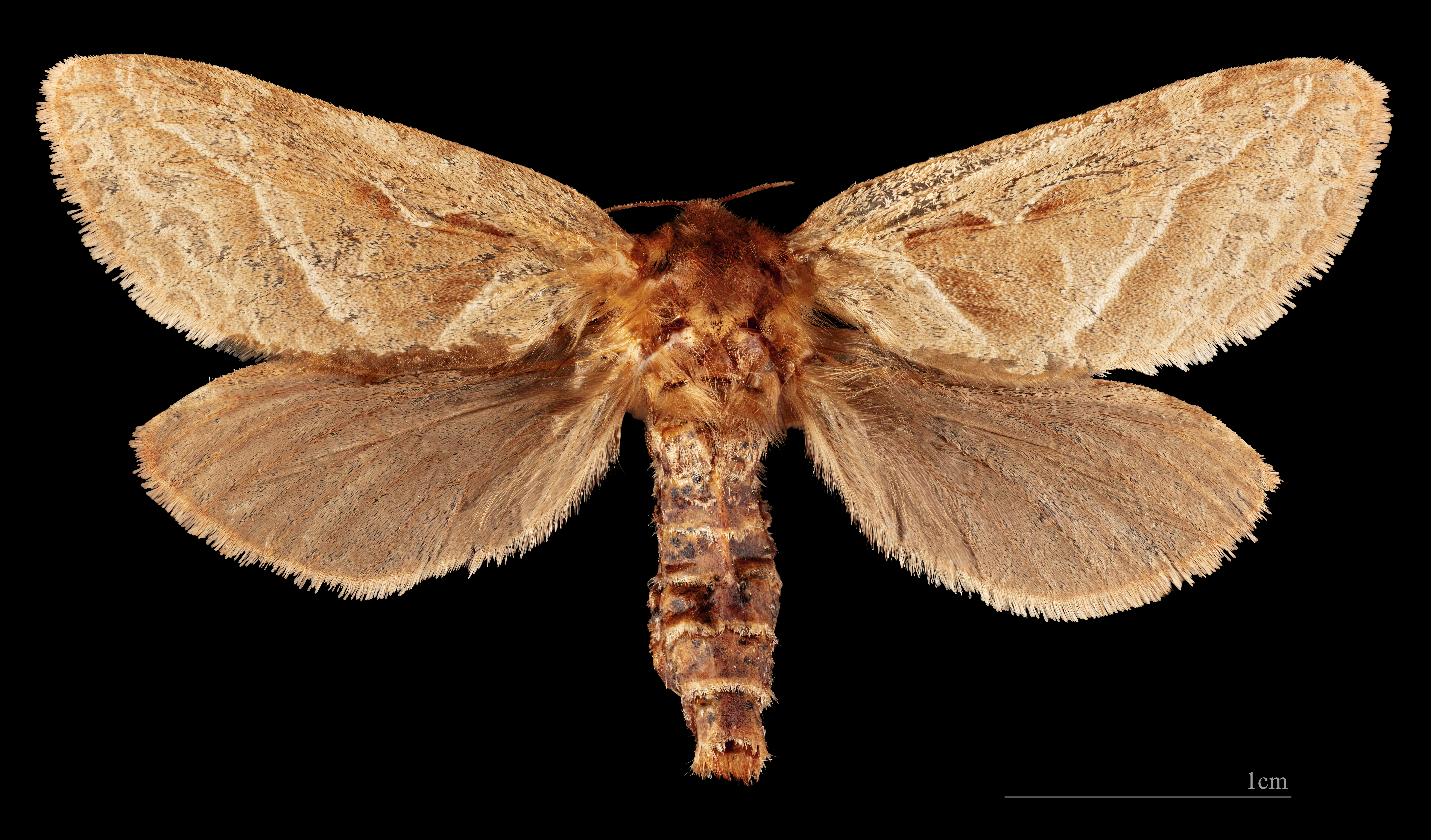
♀
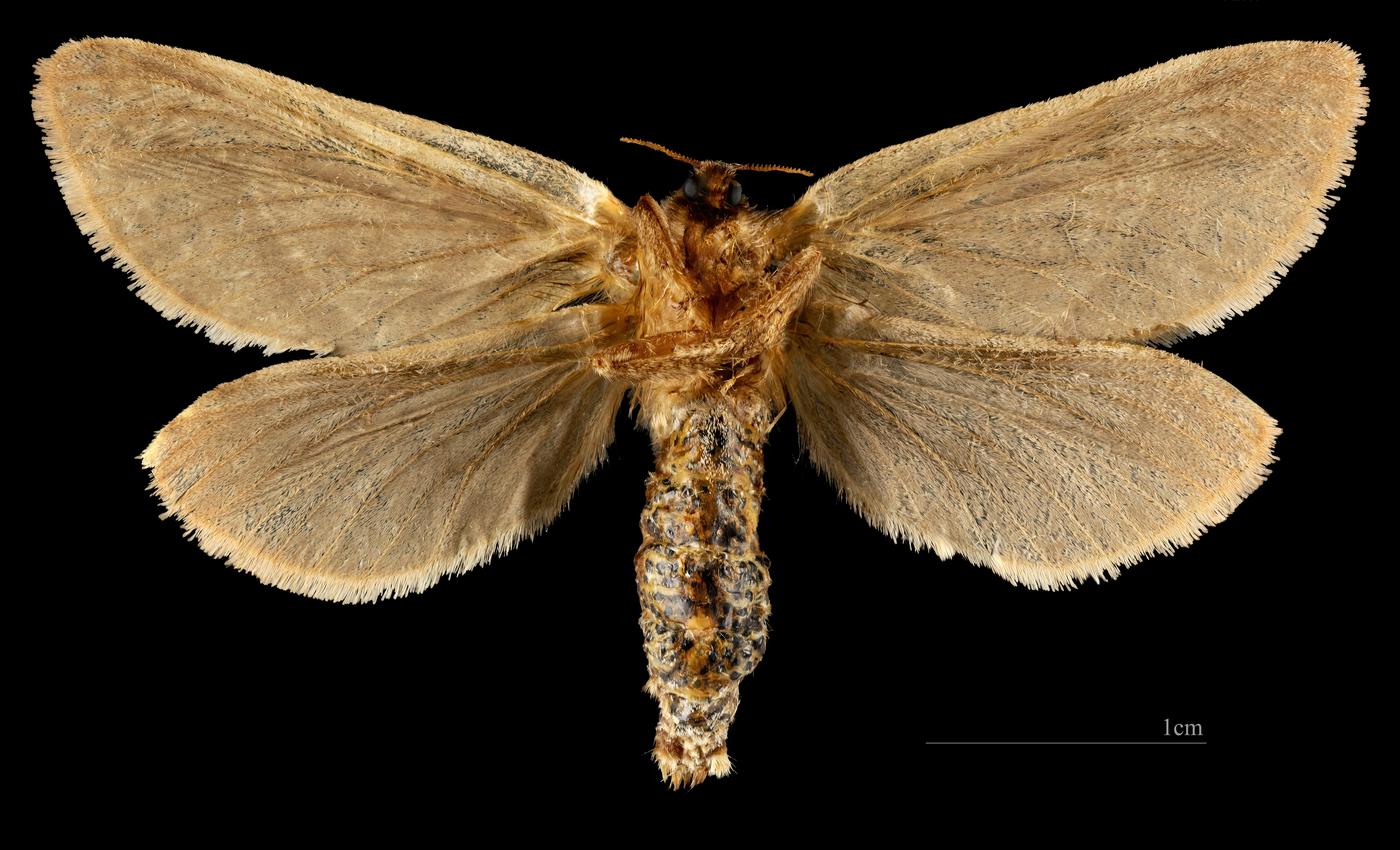
♀ △

A autoridade científica da espécie é Linnaeus, tendo sido descrita no ano de 1761.
Trata-se de uma espécie presente no território português.